# ブラック・ジャック 危険な賭け
『ブラック・ジャック 危険な賭け』（ブラック・ジャック きけんなかけ）は、宝塚歌劇団が上演した舞台作品。

## 上演記録

### 1994年
形式名は「ミュージカル・ロマン」。花組公演。18場。
1994年3月25日から5月9日（新人公演：4月12日）に宝塚大劇場で、同年7月3日から7月29日（新人公演：7月12日）に東京宝塚劇場で上演された。併演はグランド・ショー『火の鳥』。原作は手塚治虫の漫画『ブラック・ジャック』。
宝塚市立手塚治虫記念館開館記念公演。そのため併演のショーも手塚治虫の漫画『火の鳥』を原作としたものだった。
80期生の初舞台公演。
ブラック・ジャックとピノコが登場する以外はストーリー・登場人物すべて正塚がオリジナルで設定。
なお東京公演時には、安寿やその他がロンドン公演により不在であったため、配役が大幅に変更された。

## スタッフ

### 1994年 (スタッフ)
※氏名の後ろに「宝塚」、「東京」の文字がなければ両劇場共通。
- 原作：手塚治虫[2]
- 作・演出：正塚晴彦[1][2]
- 作曲・編曲：高橋城[3][5]
- 音楽指揮：佐々田愛一郎（宝塚）[3][5]、清川知己（東京）[6][7]
- 振付：謝珠栄[3][5]
- 装置：大橋泰弘[3][5]
- 衣装：任田幾英[3][5]
- 照明：勝柴次朗[3][5]
- 音響：加門清邦[3][5]
- 小道具：伊集院撤也[5]
- 効果：川ノ上智洋[3][5]
- 演出助手：荻田浩一[3][5]
- 振付助手：伊賀裕子[3][5]
- 装置補：新宮有紀[3][5]
- 衣装補：田口美香[3][5]
- 舞台進行：赤坂英雄[3]
- 舞台監督[7]：佐田民夫（東京）・斉藤安彦（東京）・柴田尚（東京）・阿部雅一（東京）・藤村信一（東京）
- 製作担当：津村健二（東京）[6][7]
- 制作：久保孝満[3][5]
- 企画協力：手塚プロダクション[3][5]
- 衣装生地提供：日東紡績 株式会社[5]
- 演出（新人公演）：正塚晴彦[2]

## 1994年のロンドン公演・出演者
※7月3日から7月26日までは休演
- 安寿ミラ[7]
- 萌水せりか[7]
- 紫吹淳[7]
- 夏城令[7]
- 麻希ゆい[7]
- 二葉かれん[7]
- 伊織直加[7]
- みずき愛[7]
- 真由華れお[7]
- 月影瞳[7]
- 鈴懸三由岐[7]
- 朝海ひかる[7]

## 主な配役
「（）」は新人公演。不明点は省略。

### 1994年・宝塚大劇場公演
- ブラック・ジャック：安寿ミラ[3]（初風緑[4]）[5]
- アイリス／如月恵（2役）：森奈みはる[3]（月影瞳[4]）[5]
- ケイン：真矢みき[3]（伊織直加[4]）[5]
- ジョイ：愛華みれ[3]（真由華れお[4]）[5]
- サザランド：海峡ひろき[3]（香織ゆたか[4]）[5]
- スノードン卿：未沙のえる[3]（胡蝶明日香[4]）[5]
- ベリンダ：美月亜優[3]（渚あき[4]）
- ボーディ：天地ひかり[3]
- ジョアン：詩乃優花[3]
- ヨランダ：渚あき[3]
- ローラ：月影瞳[3]
- エンリケ将軍：宝樹芽里[3]
- ピノコ：麻希ゆい[3]（優花えり）
- ブラックジャックの影：匠ひびき（朝海ひかる）[5]

### 1994年・東京宝塚劇場公演
- ブラック・ジャック：真矢みき[6][7]（初風緑[4]）
- アイリス／如月恵（2役）：森奈みはる[6]（渚あき[4]）
- ケイン：愛華みれ[6]（春野寿美礼[4]）[7]
- サザランド：海峡ひろき[6]（香織ゆたか[4]）
- ジョイ：匠ひびき[6]（真丘奈央[4]）[7]
- スノードン卿：未沙のえる[6]（貴月あゆむ[7]）
- ローラ：千紘れいか[6]
- ピノコ：優花えり[6]（芽衣かれん）
- ブラックジャックの影：初風緑[6]（千波ゆう）[7]

### 1994年・東京宝塚劇場役替わり公演
7月27日から29日のみ、安寿ミラが凱旋出演
- ブラック・ジャック：安寿ミラ[7]
- アイリス／如月恵（2役）：森奈みはる
- ケイン：真矢みき[7]
- ジョイ：愛華みれ[7]
- ピノコ：優花えり
- ブラックジャックの影：匠ひびき[7]

## 主な楽曲
- かわらぬ思い
- それぞれの思い
- WHO IS BJ
- クーデター
- ケインとジョイのテーマ
- 追憶・回想1
- 念には念を入れろ
- 街
- 無力（作詞：正塚晴彦、作曲：高橋城）
- 回想2
- 空港B.G
- スノードン卿のB.G
- パブ（作曲：高橋城）

## 関連
- 『ブラック・ジャック 許されざる者への挽歌』 梅田芸術劇場シアター・ドラマシティ公演 公演期間：2013年 2月9日～2月17日 原作／手塚治虫 作・演出／正塚晴彦